# James MacNabb
James Alexander MacNabb (26. december 1901 - 6. april 1990) var en engelsk roer og olympisk guldvinder.
MacNabb studerede på University of Cambridge og deltog i 1924 i det traditionsrige Oxford vs. Cambridge Boat Race på Themsen.
MacNabb vandt en guldmedalje for Storbritannien ved OL 1924 i Paris i disciplinen firer uden styrmand. Bådens øvrige besætning var Maxwell Eley, Robert Morrison og Terence Sanders. Den britiske båd sikrede sig guldmedaljen efter en finale, hvor Canada vandt sølv mens Schweiz fik bronze. Det var den eneste udgave af OL han deltog i.

## OL-medaljer
- 1924:  Guld i firer uden styrmand